# Orhan Şam
Orhan Şam (sinh 1 tháng 6 năm 1986) là một cầu thủ bóng đá Thổ Nhĩ Kỳ. Anh thường thi đấu ở vị trí hậu vệ phải nhưng có thể chơi ở vị trí trung vệ.

## Sự nghiệp
Anh ra mắt sự nghiệp bóng đá cho Gençlerbirliği vào ngày 25 tháng 5 năm 2003 trước Samsunspor. Anh thi đấu theo bản hợp đồng cho mượn với Hacettepe năm 2005, Mardinspor năm 2006 và Hacettepe một lần nữa từ 2006 đến 2009. Anh làm đội trưởng của Gençlerbirliği between 2009 and 2011.
Sau mùa giải 2010–11 thành công, anh được chuyển đến đội vô địch của Thổ Nhĩ Kỳ Fenerbahçe theo bản hợp đồng trị giá 3.5 triệu Euro. Orhan được khen ngợi vì nỗ lực của anh ở Fenerbahçe, với 20 lần ra sân.